# Benjamin Tannus
Benjamin Tannus, född 9 april 2000, är en svensk fotbollsspelare som spelar för Jönköpings Södra IF.

## Klubbkarriär
Benjamin Tannus moderklubb är Ramlösa BoIS. Via Helsingborgs IF hamnade han i Fortuna FF, med vilka han spelade division 5-fotboll som 14-åring. Han gjorde därefter två säsonger i division 2 med Högaborgs BK, och blev då bland annat inbjuden på provspel hos Feyenoord. Istället för en utlandsflytt valde Tannus inför säsongen 2017 att skriva på för allsvenska Jönköpings Södra IF.
Seniordebuten i Jönköpings Södra IF kom under hans andra säsong i klubben. I Superettanmötet med IK Frej den 12 maj 2018 fick Tannus hoppa in under matchens avslutande minuter. Efter att det blott blivit 14 matcher i Superettan under en och en halv säsong valde Tannus att lämna Jönköpings Södra IF i samband med att hans kontrakt löpte ut sommaren 2019. Han valde då istället att skriva på för Superettankonkurrenten Östers IF. Hösten 2019 hann han även med två framträdanden för Östers samarbetsklubb Räppe GoIF i division 2.
I juni 2020 lånades Tannus ut till division 1-klubben Motala AIF på ett låneavtal över resten av säsongen 2020. I juni 2021 lämnade han Östers IF utan att ha fått någon speltid. Tannus blev under samma månad klar för spel i Åtvidabergs FF.
Den 8 januari 2024 blev han klar för en återkomst i Jönköpings Södra IF.

## Personligt
Innan han valde att satsa fullt ut på fotbollen var Benjamin Tannus även lovande i hockey och som 15-åring var den dåvarande Rögle BK-spelaren en del av Skånes lag i TV-pucken. Året därefter, i januari 2016, valde han dock att lägga av med hockeyn.

## Karriärstatistik
| Klubb               | Säsong             | Liga                       | Liga    | Liga | Nationell cup | Nationell cup | Övrigt  | Övrigt | Totalt  | Totalt |
| Klubb               | Säsong             | Division                   | Matcher | Mål  | Matcher       | Mål           | Matcher | Mål    | Matcher | Mål    |
| ------------------- | ------------------ | -------------------------- | ------- | ---- | ------------- | ------------- | ------- | ------ | ------- | ------ |
| Fortuna FF          | 2014               | Division 5 Västra Skåne    | 11      | 4    | 0             | 0             | —       | —      | 11      | 4      |
| Högaborgs BK        | 2015               | Division 2 Västra Götaland | 5       | 0    | 0             | 0             | —       | —      | 5       | 0      |
| Högaborgs BK        | 2016               | Division 2 Västra Götaland | 18      | 0    | 0             | 0             | —       | —      | 18      | 0      |
| Högaborgs BK        | Totalt             | Totalt                     | 23      | 0    | 0             | 0             | —       | —      | 23      | 0      |
| Jönköpings Södra IF | 2018               | Superettan                 | 9       | 0    | 1             | 0             | —       | —      | 10      | 0      |
| Jönköpings Södra IF | 2019               | Superettan                 | 5       | 0    | 0             | 0             | —       | —      | 5       | 0      |
| Jönköpings Södra IF | Totalt             | Totalt                     | 14      | 0    | 1             | 0             | —       | —      | 15      | 0      |
| Östers IF           | 2019               | Superettan                 | 0       | 0    | 0             | 0             | —       | —      | 0       | 0      |
| Östers IF           | 2021               | Superettan                 | 0       | 0    | 0             | 0             | —       | —      | 0       | 0      |
| Östers IF           | Totalt             | Totalt                     | 0       | 0    | 0             | 0             | —       | —      | 0       | 0      |
| Räppe GoIF (lån)    | 2019               | Division 2 Östra Götaland  | 2       | 0    | 0             | 0             | —       | —      | 2       | 0      |
| Motala AIF (lån)    | 2020               | Ettan Södra                | 29      | 1    | 0             | 0             | —       | —      | 29      | 1      |
| Åtvidabergs FF      | 2021               | Ettan Södra                | 16      | 3    | 0             | 0             | —       | —      | 16      | 3      |
| Åtvidabergs FF      | 2022               | Ettan Södra                | 28      | 1    | 0             | 0             | 2       | 1      | 30      | 2      |
| Åtvidabergs FF      | 2023               | Ettan Södra                | 29      | 1    | 0             | 0             | —       | —      | 29      | 1      |
| Åtvidabergs FF      | Totalt             | Totalt                     | 73      | 5    | 0             | 0             | 2       | 1      | 75      | 6      |
| Totalt i karriären  | Totalt i karriären | Totalt i karriären         | 152     | 10   | 1             | 0             | 2       | 1      | 155     | 11     |

1. ↑  Nedflyttningskvalmatcher mot IFK Berga.[13][14]